# Белкасем, Мохамед
Мохамед Белкасем (фр. Mohamed Belkacem; род. 17 января 1979 в Алжире) — швейцарский боксёр-профессионал выступавший в полутяжёлом весе. Чемпион Швейцарии среди профессионалов (2007), претендент на титулы чемпиона Европы (2014) и чемпиона стран не входящий в Европейский союз по версии EBU, также претендовал на титулы чемпиона по версии ABU (2011), интернационального чемпиона по версии WBF (2012) и интерконтинентального чемпиона по версии WBO (2012).

## Карьера
Мохамед Белкасем дебютировал на профессиональном ринге 20 февраля 2004 года победив единогласным судейским решением Себастьяна Киаланду. В своём шестом профессиональном поединке потерпел первое поражение в карьере проиграв техническим нокаутом белорусу Даниилу Пракапцу (1-4), но уже в следующем своём поединке взял реванш победив Поркопца единогласным судейским решением.
3 марта 2007 года победил техническим нокаутом Хакию Айдаревича (12-1) и выиграл титул чемпиона Швейцарии в полутяжёлом весе среди профессионалов. Затем провёл и выиграл ещё восемь рейтинговых поединков, поле чего вновь вышел на титульный бой. 26 декабря 2009 года был нокаутирован белорусским боксёром Махамедом Арифаджиу (12-2) в бою за титул EBU External (чемпиона Европейских стран не входящий в Европейский союза по версии Европейского боксёрского союза). 14 апреля 2011 года проиграл единогласным судейским решением французу Дуду Нгумбу (23-2) в бою за титул чемпиона по версии Африканского боксёрского союза.
20 апреля 2012 года проиграл единогласным судейским решением ещё одному французскому боксёру Наджибу Мохаммеди (25-3) в бою за титул интернационального чемпиона по версии WBF. В своём следующем поединке, 21 июля 2012 года проиграл решением большинства судей украинскому боксёру Вячеславу Узелкову (26-2) в бою за титул интерконтинентального чемпиона по версии WBO.
11 апреля 2014 года проиграл техническим судейским решением российскому боксёру Игорю Михалкину в бою за титул чемпиона Европы по версии EBU. 19 сентября того же года провёл свой последний поединок на профессиональном ринге проиграв единогласным судейским решением польскому спортсмену Дариушу Секу (20-1-1)